# Pietro Fregoso
Pietro Fregoso (o Campofregoso, 1330 - 22 de abril de 1404) fue un estadista que se convirtió en el decimotercer dux de Génova.

## Biografía
Nació en Génova en 1330, en una fecha que no se conoce con precisión. Su padre fue Rolando Fregoso y su madre Manfredina cuyo apellido se desconoce; Era hermano de Domenico Fregoso , elegido en 1370 como sexto dux de la República de Génova, y tío de Giacomo Fregoso, que en 1390 también fue nombrado dux.
Pietro estudio leyes y se unió al negocio de la familia involucrado en el comercio con Oriente. En la escena política, obtuvo una serie de posiciones, incluida la de Podestà, de la ciudad de Novi. En 1373, se convirtió en almirante de la República y estuvo a cargo de la conquista de Chipre. Por su éxito en el Egeo, se le concedió un palacio en el puerto de Santo Tomás en Génova.
El 15 de julio de 1393, a la edad de 63 años, fue elegido dux después de que el dux gobernante Antoniotto di Montaldo renunciara por razones desconocidas. Su nombramiento, el decimoquinto, se llevó a cabo en un período de caos institucional que vio en pocos días, si no horas, la alternancia de dux en el verano de 1393. Pero Pietro retuvo la dogación solo un día y cedió el puesto al día siguiente a Clemente Promontorio. Después de este breve episodio, Pietro continuó su carrera política, en particular como miembro del Consejo de la comuna hasta su muerte el 22 de abril de 1404.
Pietro Fregoso murió el 22 de abril de 1404 en Génova, donde fue enterrado en el coro de la iglesia de San Francesco di Castelletto.

### Hijos
Pietro se casó dos veces. En primeras nupcias con Teodora d'Andreolo Spinola (fallecida en 1370) y en segundas con Benedetta Doria. Tuvo muchos hijos; entre ellos, los dos dux futuros Tomaso Fregoso y Battista Fregoso, Martino Fregoso, que se convirtió en embajador y podestà de Savona y Pomellina, que se casó con el señor de Mónaco, Giovanni Grimaldi y fue regente de Mónaco en nombre de su nieta, Claudine Grimaldi.